# 주머니생쥐속
주머니생쥐속(Heteromys)은 주머니생쥐과에 속하는 설치류 속의 하나이다. 가시주머니생쥐아과(Heteromyinae)의 유일한 현존 속이다. 디프리오노미스속(Diprionomys)과 메탈리오미스속(Metaliomys)은 멸종했다.
이전에 인정했던 가시주머니생쥐속(Liomys)은 측계통군으로 확인되어, 주머니생쥐속에 통합되었다. 2005년 알렉산더(Alexander)와 리들(Riddle) 그리고 패튼(Patton) 이전까지 대부분의 분류학자들은 가시주머니생쥐속을 별도의 속으로 취급했다.

## 분포
주머니생쥐아과 종들은 텍사스주 남부 지역부터 에콰도르까지 그리고 베네수엘라에 분포하며, 탈러흙파는쥐를 제외한 남아메리카 비버아목의 모든 종을 포함하고 있다. 남아메리카의 다른 모든 비-비버아목 설치류와 마찬가지로 비교적 최근 시기인 아메리카 생물 대교환 시기에 아메리카에 도착했다. 주로 숲에서 서식한다. 일부는 관목 지대에서 발견되기도 한다.

## 하위 종
| - 파나마가시주머니생쥐 (H. adspersus) - 트리니다드가시주머니생쥐 (H. anomalus) - 남부가시주머니생쥐 (H. australis) - 오버룩가시주머니생쥐 (H. catopterius) - 데스마레가시주머니생쥐 (H. desmarestianus) - 가우머가시주머니생쥐 (H. gaumeri) - 골드망가시주머니생쥐 (H. goldmani) - 멕시코가시주머니생쥐 (H. irroratus) | - 넬슨가시주머니생쥐 (H. nelsoni) - 운무림가시주머니생쥐 (H. nubicolens) - 파라과나가시주머니생쥐 (H. oasicus) - 산악가시주머니생쥐 (H. oresterus) - 오색가시주머니생쥐 (H. pictus) - 살빈가시주머니생쥐 (H. salvini) - 할리스코가시주머니생쥐 (H. spectabilis) - 에콰도르가시주머니생쥐 (H. teleus) |

## 계통 분류
2007년 하프너(Hafner) 등은 분자생물학과 형태학적 정보에 의해 다음과 같은 계통 분류군을 제안했다.
|  | 캥거루쥐속       |
|  |                  |
|  | 애기캥거루생쥐속 |
|  |                  |

|                    | 주머니생쥐속                                                            |
|                    |                                                                         |
| 작은주머니생쥐아과 | \| \| 작은주머니생쥐속 \| \| \| \| \| \| 거친털주머니생쥐속 \| \| \| \| |
|                    | \| \| 작은주머니생쥐속 \| \| \| \| \| \| 거친털주머니생쥐속 \| \| \| \| |
|                    | 작은주머니생쥐속                                                        |
|                    |                                                                         |
|                    | 거친털주머니생쥐속                                                      |
|                    |                                                                         |

|  | 작은주머니생쥐속   |
|  |                    |
|  | 거친털주머니생쥐속 |
|  |                    |

|  | 캥거루쥐속       |
|  |                  |
|  | 애기캥거루생쥐속 |
|  |                  |

|                    | 주머니생쥐속                                                            |
|                    |                                                                         |
| 작은주머니생쥐아과 | \| \| 작은주머니생쥐속 \| \| \| \| \| \| 거친털주머니생쥐속 \| \| \| \| |
|                    | \| \| 작은주머니생쥐속 \| \| \| \| \| \| 거친털주머니생쥐속 \| \| \| \| |
|                    | 작은주머니생쥐속                                                        |
|                    |                                                                         |
|                    | 거친털주머니생쥐속                                                      |
|                    |                                                                         |

|  | 작은주머니생쥐속   |
|  |                    |
|  | 거친털주머니생쥐속 |
|  |                    |